# Johann Ernst von Thun und Hohenstein
Johann Ernst von Thun und Hohenstein (né le 3 juillet 1643 à Prague, mort le 20 avril 1709 à Salzbourg) est évêque de Seckau de 1679 à 1687 et prince-archevêque de Salzbourg de 1687 à sa mort.

## Biographie
Johann Ernst von Thun und Hohenstein est ordonné prêtre en 1677 et élu le 29 décembre 1679 évêque de Seckau. Il reçoit l'ordination épiscopale de l'archevêque de Salzbourg Maximilian Gandolph von Künburg l'année suivante. Il est élu archevêque de Salzbourg le 30 juin 1687.
Johann Ernst fait de Salzbourg une ville baroque. Il demande à Johann Bernhard Fischer von Erlach de construire la Kollegienkirche (de), l'église des Ursulines (de) et l'église de la Trinité ainsi que le château de Klessheim. En plus de nombreux bâtiments plus petits, il achète le carillon de Salzbourg et l'orgue de la cathédrale. Il conçoit aussi l'Hôtel-Dieu (de). Ailleurs, il fait élever la Maria Kirchental (de).
Pendant les années de conflits de compétences avec le chapitre de chanoines, finalement tranchés par le pape Innocent XII, il tient tête au chapitre et renforce son influence. Contre l'avis du chapitre, il nomme le 19 octobre 1705 coadjuteur Franz Anton von Harrach (de) qui sera son successeur. Il est également influent sur l'évêché de Chiemsee et le diocèse de Passau. Il n'empêche cependant pas le protestantisme de s'installer.
L'archevêque Johann Ernst fait aussi impression par son traitement du soulèvement populaire bavarois. Alors que l'administration impériale en Bavière ordonne le massacre de la nuit de Noël de Sendling (de), il plaide auprès de l'empereur Joseph en faveur de Franz Dürnhardt (de), maire de Braunau am Inn, et aussi Johann Georg Meindl (de).
D'un autre côté, il affiche une antipathie pour les personnes des pays latins. En 1690, un décret exclut de la citoyenneté les Savoyards et les Walh. C'est pourquoi Giovanni Gaspare Zuccalli abandonne la construction de l'église Saint-Gaëtan.
Johann Ernst von Thun und Hohenstein est enterré dans la crypte de la cathédrale.

## Source, notes et références
- (de) Cet article est partiellement ou en totalité issu de l’article de Wikipédia en allemand intitulé « Johann Ernst von Thun und Hohenstein » (voir la liste des auteurs).